# بیسرس‌هایم
بیسرسهایم (به آلمانی: Bissersheim) یک شهر در آلمان است که در باد دورکهایم واقع شده‌است. بیسرسهایم ۴۵۲ نفر جمعیت دارد.